# Klientensystem
Das Klientensystem ist die Gesamtheit von Betroffenen in einer Beratung oder Therapie. Also nicht nur der Klient oder Kunde, sondern auch dessen soziales Netzwerk.
Beispielsweise ist nicht nur ein einzelnes Kind zu betrachten, sondern auch dessen Familie (Eltern, Geschwister, Verwandte), die Schule (Mitschüler, Lehrer, Schulsystem) und vieles mehr – eben das gesamte Klientensystem (Soziales System). Wenn beispielsweise ein solches Kind ein "Problem" zeigt, werden in der systemischen Therapie manchmal die Eltern beraten oder die Lehrer, oder das Schulsystem.
Ein Klientensystem in der Organisationsentwicklung umfasst ganze Unternehmen, deren Kunden und Lieferanten, die Unternehmenskultur, das Management, und vieles mehr.

## Beratersystem
Da sich oft mehrere Berater mit dem gleichen Klienten beschäftigen, spricht man auch vom Beratersystem. Dazu gehören Psychologen, Sozialarbeiter, Ärzte, Lehrer, Juristen, Finanzberater etc. Wenn die Berater ihre gegenseitige Abhängigkeit verstehen, können sie gezielt zusammenarbeiten.

## Berater-Klienten-System
Da auch Berater und Klient sich gegenseitig beeinflussen, spricht man auch vom Berater-Klienten-System. Wenn dieser gegenseitige Einfluss verstanden wird, kann die Zusammenarbeit verbessert werden (siehe auch Patient-Arzt-Beziehung).